# 那賀川町西原
那賀川町西原（なかがわちょうにしばら）は、徳島県阿南市の大字。2010年10月1日現在の人口は274人、世帯数は91世帯。郵便番号は〒779-1232。

## 地理
阿南市の北部に位置。西は羽ノ浦町古庄・那賀川町原、北は那賀川町古津、南は東流する那賀川の河川敷で柳島町と接する。稲作中心の農業地帯であるが、那珂川流域の木材集散地であるため製材・木工所等が多い。

### 河川
- 那賀川

## 歴史
2006年（平成18年）3月20日に那賀郡那賀川町が阿南市と合併し、阿南市那賀川町西原になる。

## 施設
- 飛龍神社

## 交通

### 道路
都道府県道
- 徳島県道128号阿南羽ノ浦線